# Estación Chajarí
Chajarí es una estación de ferrocarril ubicada en la ciudad de Chajarí, Departamento Federación, Provincia de Entre Ríos, República Argentina.

## Servicios
Pertenece al Ferrocarril General Urquiza, en el ramal que une las estaciones de Federico Lacroze, en la Ciudad Autónoma de Buenos Aires y Posadas, en la Provincia de Misiones.
No presta servicios de pasajeros. Por sus vías corren trenes de carga de la empresa estatal Trenes Argentinos Cargas.

## Ubicación
Se encuentra ubicada entre las estaciones Santa Ana y Mocoretá. A 3 km al sur de la estación se halla el empalme entre el ramal a la Estación Concordia Central que fue inundado en tres sectores por las aguas del embalse de la Represa de Salto Grande en la década de 1970 y el nuevo ramal que se une al ramal Concordia-Federal en las cercanías de la Estación La Criolla.